# Wereldfestival voor jeugd en studenten

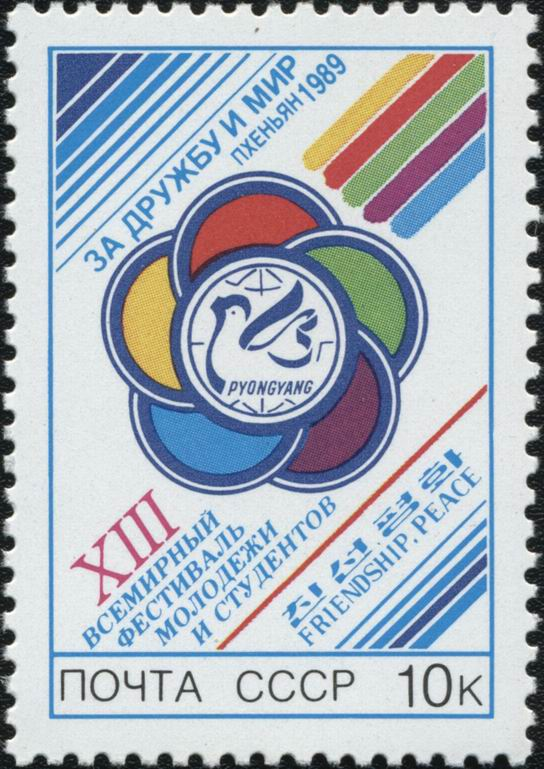
Russische postzegel voor het Wereldfestival voor jeugd en studenten in 1989 (in Noord-Korea)

Het Wereldfestival voor jeugd en studenten is een internationaal evenement, dat sinds 1947 wordt georganiseerd door de Wereldfederatie van democratische jeugd (WFDY) en de Internationale Studentenunie. Het grootste festival, met 34.000 deelnemers uit 131 landen, werd georganiseerd in Moskou in 1957. In Nederland is het evenement vooral bekend onder zijn verkorte naam Wereldjeugdfestival.

## Overzicht
| Festival | Jaar | Gaststad                 | Deelnemers | Landen | Officiële leus |
| -------- | ---- | ------------------------ | ---------- | ------ | --- |
| 1e       | 1947 | Praag, Tsjecho-Slowakije | 17.000     | 71     | verenigde jeugd, voorwaarts voor duurzame vrede!                                                                            |
| 2e       | 1949 | Boedapest, Hongarije     | 20.000     | 82     | verenigde jeugd, voorwaarts voor duurzame vrede, democratie, nationale onafhankelijkheid en een betere jeugd voor de mensen |
| 3e       | 1951 | Berlijn (oost), DDR      | 26.000     | 104    | Voor vrede en vriendschap - tegen nucleaire wapens                                                                          |
| 4e       | 1953 | Boekarest, Roemenië      | 30.000     | 111    | Voor vrede en vriendschap                                                                                                   |
| 5e       | 1955 | Warschau, Polen          | 30.000     | 114    | Voor vrede en vriendschap - tegen de agressieve imperialistische blokken                                                    |
| 6e       | 1957 | Moskou, USSR             | 34.000     | 131    | Voor vrede en vriendschap                                                                                                   |
| 7e       | 1959 | Wenen, Oostenrijk        | 18.000     | 112    | Voor vrede, vriendschap en vredevol samenleven                                                                              |
| 8e       | 1962 | Helsinki, Finland        | 18.000     | 137    | Voor vrede en vriendschap                                                                                                   |
| 9e       | 1968 | Sofia, Bulgarije         | 20.000     | 138    | Voor solidariteit, vrede en vriendschap                                                                                     |
| 10e      | 1973 | Berlijn (oost), DDR      | 25.600     | 140    | Voor anti-imperialistische solidariteit, vrede en vriendschap                                                               |
| 11e      | 1978 | Havana, Cuba             | 18.500     | 145    | Voor anti-imperialistische solidariteit, vrede en vriendschap                                                               |
| 12e      | 1985 | Moskou, USSR             | 26.000     | 157    | Voor anti-imperialistische solidariteit, vrede en vriendschap                                                               |
| 13e      | 1989 | Pyongyang, Noord-Korea   | 22.000     | 177    | Voor anti-imperialistische solidariteit, vrede en vriendschap                                                               |
| 14e      | 1997 | Havana, Cuba             | 12.325     | 136    | Voor anti-imperialistische solidariteit, vrede en vriendschap                                                               |
| 15e      | 2001 | Algiers, Algerije        | 6.500      | 110    | Laten we de strijd voor vrede, solidariteit, ontwikkeling en tegen imperialisme globaliseren                                |
| 16e      | 2005 | Caracas, Venezuela       | 17.000     | 144    | Voor vrede en solidariteit, We strijden tegen imperialisme en oorlog                                                        |
| 17e      | 2010 | Tshwane, Zuid-Afrika     | 15.000     | 126    | Voor vrede en solidariteit, en sociale transformatie                                                                        |
| 18e      | 2013 | Quito, Ecuador           | 8.500      | 80     | Voor vrede en solidariteit, en sociale transformatie                                                                        |
| 19e      | 2017 | Sotsji, Rusland          | 30.000     | 185    | Voor vrede en solidariteit, en sociale rechtvaardigheid                                                                     |